# Postřelná
Postřelná (německy Postrum) je vesnice v Libereckém kraji, součást města Jablonné v Podještědí. Nachází se asi tři kilometry jižně od jeho centra.

## Historie

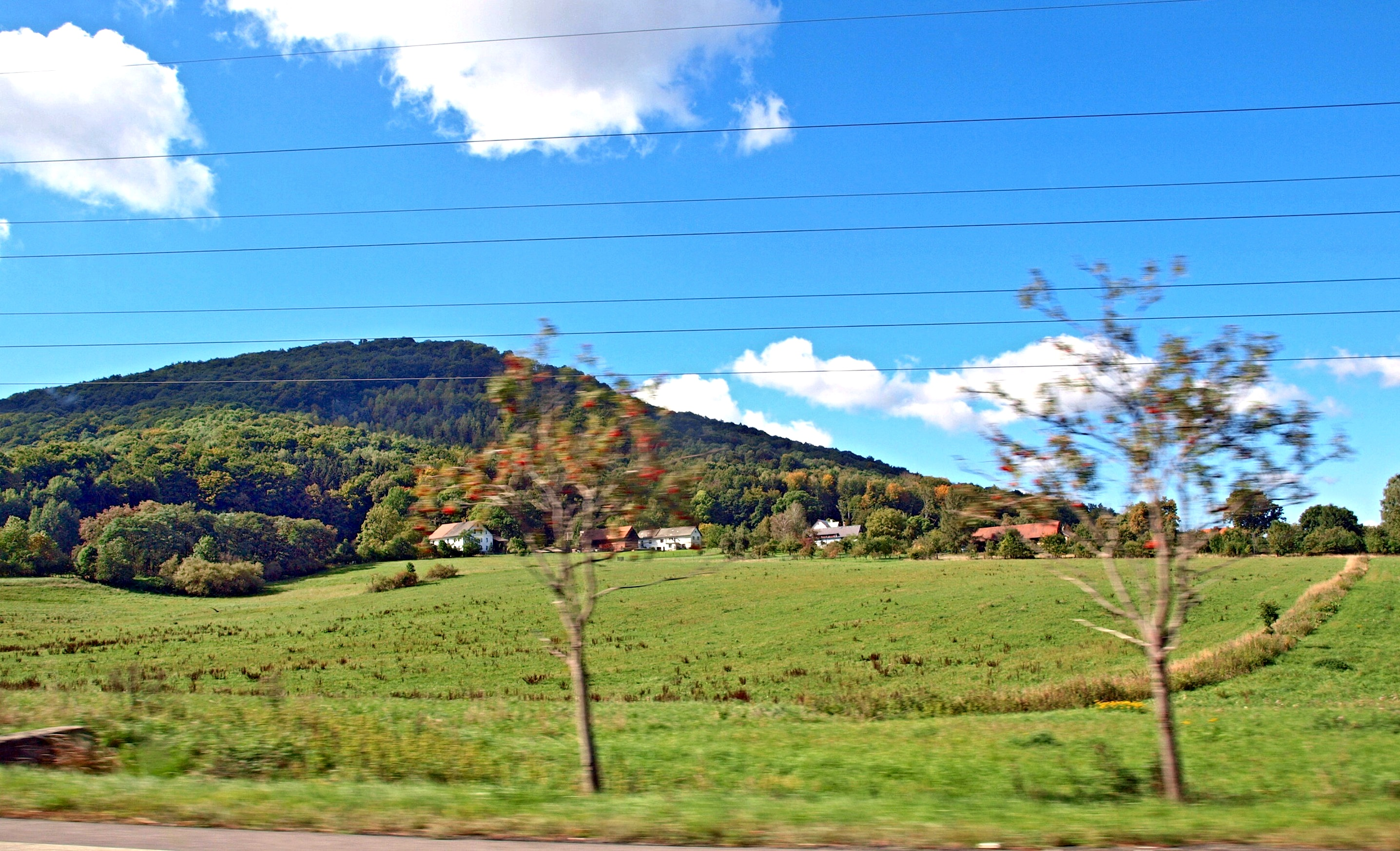
Pohled od silnice č. 270 na jižní část Postřelné na úpatí Tlustce

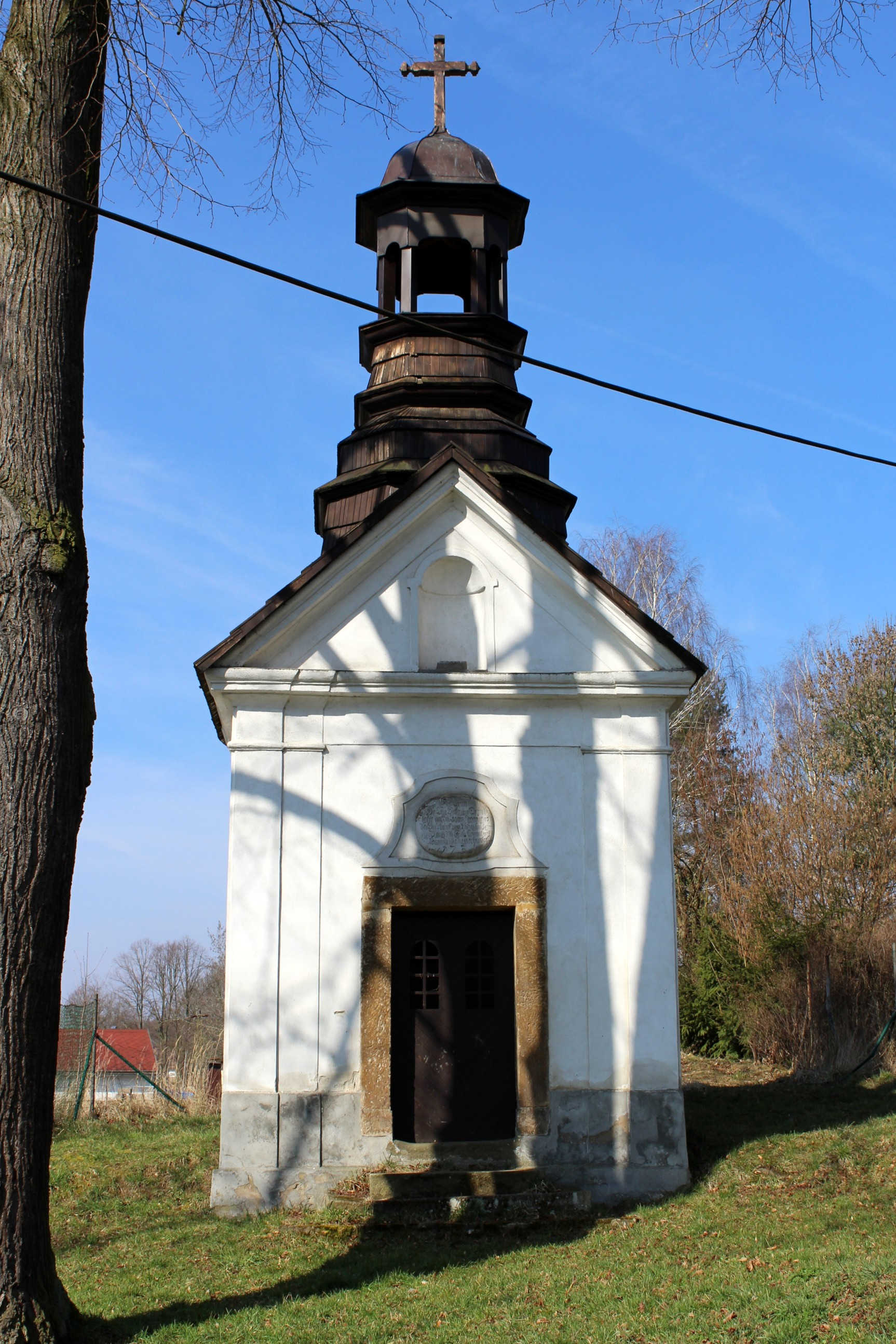
Kaplička v Postřelné

První písemná zmínka o vesnici pochází z roku 1391. Prvním majitelem obce byl Bartoš z Postřelné, toho času leník na hradě Děvíně nedaleko Hamru na Jezeře. V té době měla obec tvrz s dvorem a s 11 domy. V roce 1444 během sporů mezi Vartenberky a Lužickým Šestiměstím byla tvrz Lužičany vypálena.
V roce 1515 přešla vypleněná tvrz a pustá obec do rukou Blektů z Útěchovic a byla připojena k Velkému Valtinovu. Na počátku 17. století získal obec s valtinovským panstvím Kryštof z Donína.
V roce 1623 bylo valtinovké panství Donínům za účast na protihabsburském povstání zabaveno a přiděleno Albrechtovi z Valdštejna. Roku 1646 připadla Postřelná františkánskému klášteru v Praze, ale po krátké době se stala součástí majetku lemberského pána Kryštofa Rudolfa, hraběte z Bredova. V té době se uvádí, že v obci hospodařilo již 31 hospodářů. V roce 1667 byla Postřelná majetkem Pachtů z Rájova, kteří měli v té době v držení jablonské panství.
Za druhého selského povstání v roce 1775 se sedláci z Postřelné přidali ke vzbouřeným poddaným lemberského panství, spojili se s mimoňskými a táhli na pomoc zákupským rebelům. Zámek v Zákupech obsadili, ale již za dva dny (26. března 1775) byli krvavě potlačeni císařskými kyrysníky. V roce 1778 byla Postřelná zle sužována Prusy a Sasy, kteří se dopouštěli plenění a drancování.
Na konci 18. století měla Postřelná již 59 hospodářů. Obyvatelé se živili převážně zemědělskou výrobou a ovocnářstvím. Výrobky vozily převážně do Jablonného v Podještědí a Liberce. Určitý význam měla i těžba písku ze svahu při cestě do Jablonného a těžba štěrku z Tlustce.
Na návsi byla v roce 1731 vybudována kaple s hodinami, v roce 1775 byla po okraji obce postavena cesta z Jablonného do Mimoně a v roce 1779 byla postavena škola.
Kolem roku 1820 byl v Horní Vsi postaven dřevěný vodovod a v roce 1846 se stavěla cesta do Velkého Valtinova a z Horní do Dolní Vsi. V roce 1863 vybudovali hasičskou zbrojnici a v roce 1878 byla postavena nová dvoutřídní škola, která sloužila až do roku 1965, kdy byla zrušena.
V roce 1866 se v blízkosti obce zdržovala vojska pruského generála Herberta von Bitterfelda.
Počátek 20. století byl v Postřelné poznamenán úpadkem domácí textilní výroby. Byla zrušena ruční tkalcovna a postupně zanikla i činnost bělírny. V roce 1903 bylo vytvořeno mlékařské družstvo a založena družstevní mlékárna, která zpočátku produkovala až dva tisíce litrů mléka denně. Dováželi sem mléko z Polí, Valtinova a Sedliště. V roce 1904 byla postavena nová cesta na nádraží ve Velkém Valtinově.
V letech 1914–1915 byl při cestě do Jablonného postaven hřbitov s kaplí. Hřbitov byl zrušen v sedmdesátých letech 20. století. V době první světové války, v roce 1916, byly pro válečné účely zrekvírovány oba zvony, ze hřbitova i z obecní kaple.

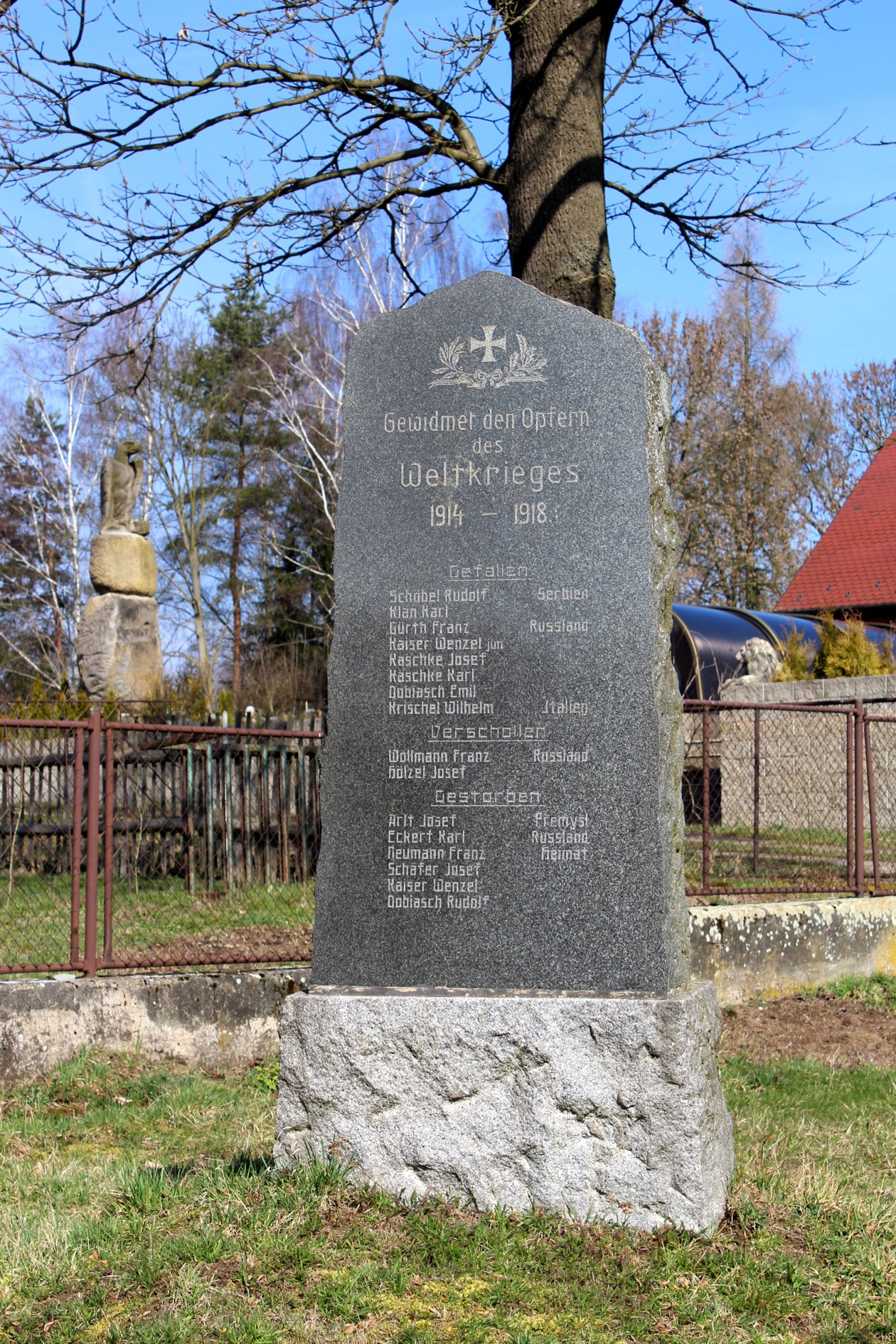
Pomník obětem první světové války

Elektrifikace obce proběhla v roce 1922 a hned v počátku bylo zaznamenáno 54 odběratelů elektrické energie. V roce 1925 předvedl vrchní učitel Schier v hospodě rozhlasový přijímač a o dva roky později bylo v obci již 5 přijímačů. V roce 1927 byl v obci vztyčen památník obětem první světové války se syenitovou deskou a témže roce byl v obci zřízen chudobinec pro 7 lidí.
Po druhé světové válce, v letech 1945–1947 bylo původní německé obyvatelstvo odsunuto a na základě Benešových dekretů zbaveno čsl. občanství. Na jejich místo přicházeli noví obyvatelé z Čech, ale i Volyně a Podkarpatské Rusi. Na počátku října 1945 bylo v obci již asi 60 osídlenců. Na začátku roku 1946 žilo v Postřelné asi 300 Čechů a 50 Němců. V roce 1947 se uvádí 317 obyvatel.
V březnu 1946 byl v obci zřízen místní národní výbor a v roce 1949 vzniklo jako jedno z prvních na okrese Liberec Jednotné zemědělské družstvo 25. února. V roce 1955 bylo zřízeno mechanizační středisko Strojní a traktorové stanice a o dva roky později získalo i svou čerpací stanici pohonných hmot. V roce 1956 byla zahájena výstavby nového kravína pro 111 kusů dobytka. V roce 1961 bylo Jednotné zemědělské družstvo v Postřelné sloučeno s JZD Velký Valtínov, ale i přes toto opatření bylo družstvo ztrátové a tak bylo v roce 1964 včleněno do Státního statku Jablonné v Podještědí a později do Státního statku Cvikov.
V roce 1945 byly v Postřelné konfiskovány všechny živnosti. Postupně se podařilo obnovit kovárnu, obchod se smíšeným zbožím, ševcovskou dílnu, holičství, hospodu, truhlářství, kolářství a trafiku. Téměř všechny tyto živnosti však postupně zanikly.
V současné době jsou v Postřelné dva hostince a obchod se smíšeným zbožím. Ve vsi funguje také místní knihovna a aktivní je i Sbor dobrovolných hasičů.

## Přírodní poměry
Potřelná se nachází dva kilometry východně od Velkého Valtinova a tři kilometry jižně od Jablonného v Podještědí, jehož je součástí od roku 1981, do té doby se jednalo o samostatnou obec. Jižní část vsi se rozkládá na severním úpatí kopce Tlustec v nadmořské výšce 305–345 metrů. Vesnicí protéká Věnný a Fibichův potok, které se poté vlévají do Panenského potoka.

## Obyvatelstvo
| Rok            | 1869 | 1880 | 1890 | 1900 | 1910 | 1921 | 1930 | 1950 | 1961 | 1970 | 1980 | 1991 | 2001 | 2011 | 2021 |
| -------------- | ---- | ---- | ---- | ---- | ---- | ---- | ---- | ---- | ---- | ---- | ---- | ---- | ---- | ---- | ---- |
| Počet obyvatel | 668  | 583  | 502  | 436  | 430  | 392  | 456  | 265  | 234  | 180  | 185  | 142  | 143  | 150  | 135  |
| Počet domů     | 112  | 113  | 111  | 110  | 109  | 108  | 108  | 67   | 52   | 46   | 41   | 38   | 43   | 45   | 45   |

## Obecní správa
Postřelná patřila v letech 1945–1949 pod politický a soudní okres Jablonné v Podještědí, v letech 1949–1960 byla v okrese Liberec a od roku 1961 v okrese Česká Lípa. V roce 1971 navrhoval ONV Česká Lípa sloučení s obcí Velký Valtinov, to se však neuskutečnilo. K 1. lednu 2007 bylo Jablonné i s Postřelnou administrativně přesunuto z okresu Česká Lípa do dopravně bližšího okresu Liberec.

## Pamětihodnosti
Jedinou chráněnou památkou v Postřelné je kaplička před čp. 7 uprostřed vsi.